# Johann III. (Nassau-Beilstein)
Johann III. von Nassau-Beilstein (* 17. November 1495; † 13. Dezember 1561) war von 1513 bis zu seinem Lebensende letzter Graf von Nassau-Beilstein.

## Leben
Johann wurde als ältester Sohn von Johann II. von Nassau-Beilstein und dessen Frau Maria von Solms geboren. Er heiratete 1523 Anna von Nassau-Weilburg, eine Tochter Ludwig I. von Nassau-Weilburg.
Nach dem frühen Tod seines Vaters 1513 fiel ihm die Grafschaft Nassau-Beilstein als Erbe zu. Sein Bruder Heinrich († 25. Februar 1525 Schlacht von Pavia) war in den Johanniterorden eingetreten. Allerdings meldete sein Onkel Bernhard von Nassau-Beilstein ebenfalls Ansprüche an das Erbe an. Durch die Auseinandersetzung erhielt Bernhard aus den Kurkölner Pfandschaften die Herrschaft Lahr und einige Gefälle aus dem Amt Altenwied als Entschädigung.
Johann gehörte zum Gefolge des Kölner Erzbischofs Hermann V. von Wied. Mit ihm weilte er 1520 zur Kaiserkrönung Karls V. in Aachen und im folgenden Jahr am Kurkölner Landtag in Bonn. Aufgrund der Nähe zu Kurköln blieb Nassau-Beilstein katholisch, während Nassau-Dillenburg sich der Reformation anschloss.
Im Jahr 1533 löste Kurköln die Pfandschaften Altenwied, Lahr, Linz bei Nassau-Beilstein ein. In der Folge war eine neue Teilungsvereinbarung mit seinem Onkel nötig. Bernhard erhielt nun die Burg Liebenscheid und Gefälle in der Herrschaft zum Westerwald als Eigentum. Johann nutzte 1534 das von Kurköln erhaltene Geld um die Pfandschaft über Löhnberg und Driedorf zu erwerben. Bereits im folgenden Jahr gelang es jedoch Philipp dem Großmütigen Driedorf für die Landgrafschaft Hessen zurückzuerwerben.
Für seine Grafschaft erließ Johann 1541 eine neue Gerichtsordnung und errichtete mit kaiserlicher Genehmigung einen Jahr- und Viehmarkt zu Emmerichenhain. Mit dem Tod seines Onkels Bernhard erbte er 1556 dessen Besitzungen. Damit vereinigte er wieder alle Beilsteinischen Gebiete in seinem Besitz.
Johann starb 1561 ohne legitime Kinder. Er hatte lediglich seine uneheliche Tochter Elisabeth. Damit erlosch die Linie der Grafen von Nassau-Beilstein. Mit seinem Testament hatte er Wilhelm den Reichen von Nassau-Dillenburg als Alleinerben eingesetzt. Dessen Sohn Johann der Ältere gelang es, die Grafschaft Nassau-Beilstein, trotz Widerspruch der Häuser Sayn und Solms, vollständig einzuziehen. Johann der Ältere nahm den Titel Herr zu Beilstein an.

## Familie
Johann III. von Nassau-Beilstein war seit 1523 mit Anna von Nassau-Weilburg († 28. November 1564), Tochter von Graf Ludwig I. von Nassau-Weilburg, verheiratet. Mit ihr hatte er keine Kinder.